# 伊賀泰代
伊賀 泰代（いが やすよ、1963年4月6日 - ）は日本のキャリア形成コンサルタント、経営コンサルタント。マッキンゼー・アンド・カンパニー・マネージャー等を経て、独立。ビジネス書大賞新人賞、HRアワード最優秀賞受賞。クックパッド取締役。

## 人物・経歴
兵庫県姫路市出身。兵庫県立姫路西高等学校を経て、1986年に一橋大学法学部を卒業し日興証券（現SMBC日興証券）に入社。日興証券では投資銀行部門で資金調達業務に従事し、1993年カリフォルニア大学バークレー校ハース・ビジネススクール修了、MBA(経営学修士)取得。
1993年にマッキンゼー・アンド・カンパニー日本法人でコンサルタントとして勤務。その後同社で採用マネージャーを12年間務めたのち、2010年に退社して独立。企業向け人事コンサルタントとなる。2012年に出版した著書『採用基準』はベストセラーとなり、ビジネス書大賞新人賞、HRアワード最優秀賞を受賞した。2017年からクックパッド株式会社取締役。
姫路市長の清元秀泰は高校の同級生。
日本経済新聞・週刊東洋経済などは本名と顔を公表していないブロガー・著述家のちきりんについて、正体を伊賀泰代ではないかと報じている。ちなみに、ちきりんも自分を姫路市出身、最終学歴を東京の国立大学法学部卒としている。

## 著書
- 『採用基準』ダイヤモンド社 (2012/11/9)ISBN 978-4-478-02341-9
- 『マッキンゼー流最強チームのつくり方 DIAMOND ハーバード・ビジネス・レビュー論文 』ダイヤモンド社 (2013/4/10)[12]
- 『「使命」ありきの3つのステップ　キャリアの成功とは何か DIAMOND ハーバード・ビジネス・レビュー論文』ダイヤモンド社(2013/11/25)ASIN B00GMW3AMU
- 『生産性』ダイヤモンド社 (2016/11/25)ISBN 978-4-478-10157-5